# Липно (Псковский район)
Липно — деревня в Псковском районе Псковской области. Входит в состав Серёдкинской волости.
Расположена на северном побережье Псковского озера, в 58 км к северу от Пскова и в 15 км к западу от села Серёдка. В советские времена существовала дорога до Липно, также был мост через реку Липенка, постепенно сгнил, и восстанавливать его не стали.
Численность населения деревни по состоянию на 2000 год составляла 22 человека.

## Топографические карты
- Лист карты O-35-XVII Новоселье. Масштаб: 1 : 200 000. Издание 1980 г.